# 龙布利
龙布利（法語：Rombly，法語發音：[ʁɔ̃bli]）是法国上法蘭西大區加来海峡省的一个市镇，属于贝蒂讷区。

## 地理
龙布利（50°35'56"N, 2°23'21"E）面积1.15 平方千米，位于法国上法蘭西大區加来海峡省，该省份为法国北部沿海省份，西北濒北海，南至索姆省，东临北部省。
与龙布利接壤的市镇（或旧市镇、城区）包括：马赞盖姆、兰盖姆、诺朗丰特、凯尔讷。

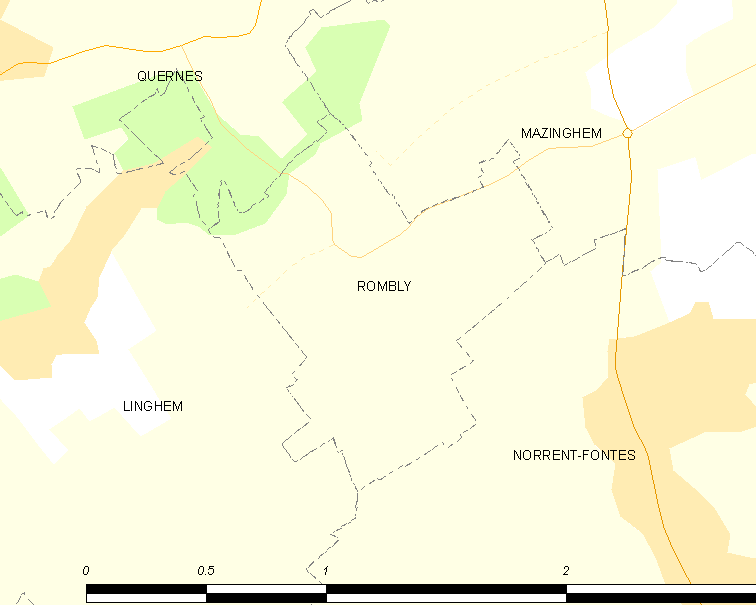
龙布利的OSM定位图

龙布利的时区为UTC+01:00、UTC+02:00（夏令时）。

## 行政
龙布利的邮政编码为62120，INSEE市镇编码为62720。

## 政治
龙布利所属的省级选区为利斯河畔艾尔县。

## 人口

1962-2008年间龙布利人口变化图示

龙布利于2022年1月1日时的人口数量为50人。